# Peter Avalon
 (décembre 2013).
 (avril 2022).
Peter Hernandez est un catcheur américain (né en 1989 à Rancho Cucamonga en Californie). Il travaille actuellement à la All Elite Wrestling sous le nom de Peter Avalon.

## Carrière

### Début de carrière
Hernandez commence sa carrière en 2008 pour le compte de la Empire Wrestling Federation. Il enchaine ensuite les matchs dans des fédérations mineures de Californie.

### Championship Wrestling From Hollywood (2010–2014)
Avalon fait ses débuts à la CWFH le 25 aout 2010 dans un match en équipe avec Mike Rayne et ils perdent contre The Natural Selection (Brian Cage & Shaun Ricker). 
Le 21 juillet 2013, Avalon et son coéquipier Ray Rosas battent Los Bandidos (Rico Dynamite & Tito Escondido), The RockNES Monsters (Johnny Goodtime & Johnny Yuma) et The Tribe (Hawaiian Lion & Navajo Warrior) dans un match par équipe à élimination pour gagner les CWFH Heritage Tag Team Championships.

### Total Nonstop Action Wrestling (2013-2015)

#### Début, Série de défaites et Équipe avec Dewey Barnes (2013-2014)
Il fait ses débuts lors de Bound for Glory en perdant contre Ethan Carter III. Il fait sa première apparition à Impact Wrestling le 31 octobre, il perd une fois de plus contre Ethan Carter III. Lors de Impact Wrestling du 14 novembre, lui et Dewey Barnes perdent contre Ethan Carter III dans un Handicap Match. Lors de l'édition d'Impact Wrestling spéciale Thanksgiving du 28 novembre, il perd avec Dewey Barnes contre Jessie Godderz et Robbie E dans le traditionnel Turkey Suit Match de la TNA. Norv et Dewey doivent donc enfiler le costume de dinde. Les Bromans accompagné de Zema Ion continueront ensuite à les victimiser et Al Snow sera finalement obliger d’intervenir pour les faire cesser. Le 12 décembre, il est l'un des 12 participants à participer au Feast or Fired Match. À la surprise générale, lui et Dewey font une plutôt bonne prestation mais ne réussissent pas malgré tout à décrocher une des 4 mallettes.

### All Elite Wrestling (2019-...)

#### Série de défaites et The Initiative (2019-2020)
Le 22 avril 2019, lors d'un épisode de Being The Elite, il est annoncé qu'Avalon venait de signer avec la All Elite Wrestling (AEW). Lors de Fyler Fest, il fait ses débuts en accompagnant la libraire Leva Bates lors de son match. Il fait ses débuts dans le ring lors de Fight for the Fallen, perdant contre Sonny Kiss. Le 20 mai 2020, Avalon démarra avec Brandon Cutler une « course vers le bas », tous deux essayant de remporter leur premier match. Avalon fut battu par Jungle Boy ce soir-là.  La semaine suivante, Cutler et Avalon commencèrent à faire équipe, perdant face à The Natural Nightmares (Dustin Rhodes et QT Marshall) et perdant lors des semaines suivantes face à Jurassic Express (Jungle Boy et Luchasaurus), SoCal Uncensored (Christopher Daniels et Frankie Kazarian), et The Young Bucks. 
En août, après une série de douze défaites consécutives, Avalon Cutler connus sous le nom d'équipe ‘The Initiative’ se séparèrent et commencèrent une rivalité entre eux. Le 1er septembre à Dark, Avalon et Cutler s'affrontent mais le match se termine en double décompte à l'extérieur. Le 13 octobre, ils s'affrontèrent de nouveau mais le match se termina en double disqualification. Le 27 octobre à Dark, lors d'un match sans disqualification ni décompte, Avalon fut battu par Cutler.
Le 24 novembre à Dark, après 27 défaites et 2 matchs nuls, Avalon décrocha sa première victoire en battant Fuego Del Sol par tombé..

## Palmarès
- Alternative Wrestling Show
  - 1 fois AWS Light Heavyweight Champion[11]
  - 1 fois AWS Tag Team Champion avec Ray Rosas[12]

- NWA Championship Wrestling From Hollywood
  - 1 fois CWFH Heritage Tag Team Champion avec Ray Rosas[13]

- SoCal Pro Wrestling
  - 1 fois SCP Tag Team Champion avec Nick Lovin[14]

- West Coast Wrestling Connection
  - 1 fois WCWC Tag Team Champion avec El Tucson[15]